# Сидоровщина (Гдовский район)
Сидоровщина — деревня в Гдовском районе Псковской области России. Входит в состав Юшкинской волости Гдовского района.
Расположена в 18 км к югу от райцентра Гдова и в 5 км к юго-востоку от волостного центра Юшкино. Северо-восточнее находится деревня Трутнево.

## Население
Численность населения деревни по оценке на 2000 год составляет 17 жителей.